# Георгиан, Георгий Герасимович
Гео́ргий Гера́симович Георгиа́н (настоящая фамилия — Георгианц; 11 [24] июня 1912, Астрахань или Петровск-Порт, Дагестанская область — 21 марта 2009, Ереван) — советский армянский артист балета, балетмейстер, педагог. Заслуженный артист Армянской ССР (1946).

## Биография
В 1938 году окончил Бакинское хореографическое училище (педагоги В. Ермолаев, Г. И. Язвинский).
Выступал на сцене Саратовского театра оперы и балета (1932), Ташкентского театра им. А. Навои (1933—1935), Азербайджанского театра им. Ахундова (1935—1938).
В 1938—1962 — в труппе Ереванского театра оперы и балета имени А. А. Спендиарова. В 1960—1962 годах — педагог-репетитор театра.
С 1973 года — главный балетмейстер Ереванского балета на льду.
Жена: заслуженная артистка Армянской ССР солистка ансамбля Песни и танца Армении, педагог хореографического училища Павлинэ Арамовна Бурназян.
Награждён орденом «Знак Почёта» (04.11.1939) — «за выдающиеся заслуги в деле развития армянского театрального и музыкального искусства».

## Репертуар
- Жан де Бриен и Абдерахман, «Раймонда»
- Гирей, «Бахчисарайский фонтан» Асафьева
- Армен, «Счастье» Хачатуряна
- Бахметьев, «Кавказский пленник» Асафьева
- Давид Сасунский, «Хандут» Спендиарова
- Евгений, «Медный всадник» Глиэра
- Ванечка, «Доктор Айболит»
- Ма Личен, «Красный мак» Глиэра
- Князь Бакур, «Мармар» Оганесяна
- Красс, «Спартак» Хачатуряна
- Хмбанет Сако, «Сона» Арамяна